# Angeline Ndayishimiye
Pour les articles homonymes, voir Ndayishimiye.
Angeline Ndayishimiye Ndayubaha, née en 1976, est la Première dame du Burundi depuis le 18 juin 2020 et présidente de la Mission des premières dames africaines pour la paix (AFLPM) depuis mai 2023.
Fondatrice des associations « Femmes Intwari » et « Bonne Action Umugiraneza », elle reçoit le Prix des Nations Unies pour la Population en 2023 pour son action sociale en faveur de la population burundaise.

## Biographie

### Jeunesse et carrière
Née Angeline Ndayubaha en 1976, elle fait ses études à l'École technique commerciale et administrative (ETCA) de Kamenge, dont elle sort diplômée en gestion et économie en 2003.
À partir de 2005, elle devient responsable du fret au sein de la Société burundaise de gestion des entrepôts et d'assistance des avions en escale (Sobugea). En 2010, elle est promue responsable des ressources humaines de l'entreprise, puis directrice administrative et financière en 2012. 
Elle rejoint Air Burundi en 2014, là aussi en tant que directrice administrative et financière.

### Première dame du Burundi

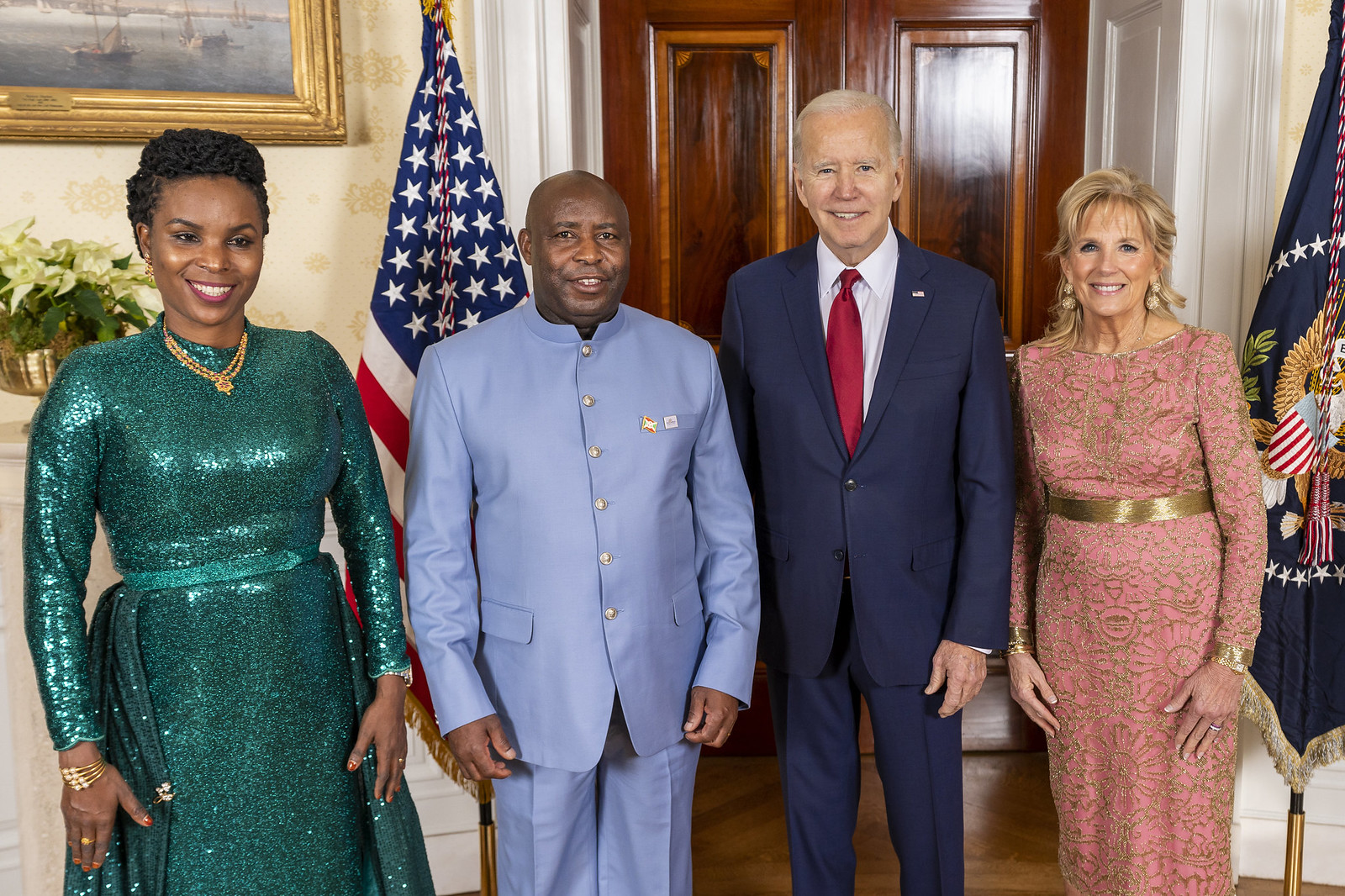
Angeline Ndayishimiye (à gauche) et son époux Évariste Ndayishimiye en 2022 à la Maison Blanche avec le président américain Joe Biden et son épouse Jill Biden.

Épouse du militaire et homme politique Évariste Ndayishimiye, avec lequel elle a 6 enfants, Angeline Ndayishimiye abandonne sa carrière professionnelle pour soutenir son mari durant la présidentielle de 2020. À la suite de l'élection de ce dernier, elle devient officiellement la Première dame du Burundi le 18 juin 2020.
En mai 2023, elle est élue présidente de l'African First Ladies Peace Mission (Mission des premières dames africaines pour la paix - AFLPM), succédant à la Première dame du Nigeria, Aisha Buhari (en).

### Engagement associatif
Angeline Ndayishimiye fonde en 2017 l'association « Femmes Intwari », afin de regrouper des femmes ex-combattantes ou épouses d'anciens combattants pour promouvoir la paix et la démocratie au Burundi,.
En juillet 2019, elle crée la fondation « Bonne Action Umugiraneza », active dans de multiples secteurs pour améliorer le quotidien des Burundais (santé, éducation, autonomisation de la femme, etc.). 
En tant que Première dame, elle finance avec « Bonne Action Umugiraneza » la création en 2020 d'un centre de traitement de la fistule obstétricale à Gitega, une pathologie touchant de nombreuses femmes africaines,. Elle finance également un centre psychosocial à Ngozi pour prendre en charge les personnes dépendantes des psychotropes ou atteintes de problèmes psychiques.
Engagée dans la lutte contre les violences faites aux femmes, elle a notamment créé un centre pour aider les femmes victimes ainsi que des ressources pour promouvoir la santé sexuelle et reproductive.
Pour son engagement associatif et son action sociale, elle reçoit le Prix des Nations Unies pour la Population le 12 juillet 2023 à New York,,.